# Dangio
Dangio è un villaggio del canton Ticino in Svizzera appartenente all'ex-comune di Aquila ora frazione del comune svizzero di Blenio.

## Specificazioni
Caratterizzato dalla sua chiesa risalente al 1742, questo villaggio è il punto di partenza per la salita dell'Adula, cima che culmina a 3 402 metri sul livello del mare, attraverso la Val Soi.